# 星际弹球之终极弹球
《星际弹球之终极弹球》（又称终极弹球、迷失的世界之终极弹球），是美国Reflexive Enertainment公司所制作的一款打砖块系列游戏，该游戏在2001年11月发布。也是此公司开发及发布的第一款打砖块游戏系列之作。虽然这款游戏有点像美国雅达利公司开发及发布的街机游戏Breakout和日本TAITO公司开发及发布的快打砖块游戏有点相似，但这款游戏有更高的程序化模式。

## 游戏概述
虽然该游戏是没有剧情模式，但是该游戏叙述的内容是横跨了不同场景的模式。游戏内一共有4个场景，在游戏最初的版本是只有4个循环（170关），2008年初就更新为5个循环（210关）。这4个场景分别为太空图、水下图、红场图和电子科幻图。与Breakout和快打砖块游戏不同的是，在每个关卡中，那些砖块是可移动的；还有些砖块能自爆的；有些砖块是永远都打不碎的；还有些砖块一打碎就有道具掉落至屏幕底部。而那些道具有些是对屏幕下方的船只有积极性或消极性的效果。